# Danae Boronat
Danae Boronat   (Tarragona, 21 d'octubre de 1985) és una periodista i presentadora de televisió catalana especialitzada en la retransmissió esportiva. L'any 2019 es convertí en la primera dona que narrà televisivament un partit de primera divisió espanyola i que també ho feu en la participació de la selecció Espanyola en un campionat mundial de futbol: la Copa del Món Femenina de Futbol.
Ha passat per diversos mitjans esportius catalanoparlants i també de referència a Espanya, tant en programes televisius com Deportes Cuatro, Esport Club, Xtra i els espais futbolístics de pagament de Movistar+, com en la premsa escrita de La Vanguardia i també de l'Sport —del qual marxà després de denunciar-ne la censura en un dels seus articles.
També havia presentat el programa d'entrevistes nocturn de TV3, Zona Franca, polèmic per haver patit censura humorística i per la seva elecció com a presentadora.

## Trajectòria

### Joventut i inici professional
Danae Boronat va néixer a Tarragona, ciutat en la qual va jugar a un equip femení de futbol del seu barri per diversió. Posteriorment, va cursar estudis de Periodisme a la Universitat Rovira i Virgili, que va compaginar amb narracions esportives a la Ràdio local del barri de Sant Pere i Sant Pau tot cobrint els partits del Nàstic de Tarragona (equip del qual era també aficionada) de la segona divisió espanyola de futbol.
Quan el Nàstic, després de 56 anys sense fer-ho, va ascendir a la primera divisió nacional, va també passar a cobrir els partits d'aquesta categoria. Posteriorment, va entrar a treballar com a periodista esportiva per a Radio Nacional de España (de RTVE) i a Onda Cero.

### Consolidació periodística i referent femení
Boronat va treballar durant cinc anys pel programa Deportes Cuatro del canal Cuatro, on va cobrir la informació relacionada amb el FC Barcelona i es va convertir en la primera dona a presentar-hi l'informatiu esportiu més vist a Espanya. També va copresentar el programa La Goleada de 13TV. Ha estat columnista també de la premsa escrita, a La Vanguardia i a Sport. D'aquest darrer diari, anuncià la tardor del 2022 que n'havia marxat per haver estat censurada en un article.
El fet de ser una dona treballant en un àmbit periodístic històricament ocupat per homes ha provocat que hagi patit comentaris sexistes per part de companys de mitjans de comunicació, tant a televisió com a la premsa escrita, com ara incidents amb el periodista Javier Clemente o Siro López, així com titulars sexistes en la premsa escrita. Malgrat aquestes dificultats, Boronat s'ha convertit en un referent social per la seva vocació i qualitat professional —tot trencant estereotips de gènere propis d'aquesta esfera periodística.
L'any 2019 va treballar com a presentadora del programa Xtra del canal beIN LaLiga i com a presentadora als canals #Vamos, Movistar La Liga i Movistar Liga de Campeones (pertanyents a Movistar Plus+). Aquell mateix any es va convertir en la primera dona a narrar per televisió la retransmissió d'un partit de lliga de futbol a escala estatal. El partit en qüestió va ser l'Atlètic de Madrid - Sevilla jugat al Wanda Metropolitano la temporada 2018/2019. També va ser la primera dona a narrar els partits de la selecció espanyola durant un mundial (Copa del Món Femenina de Futbol 2019) —juntament amb Sara Giménez León al canal GOL i amb una mitjana de 800.000 espectadors.
En l'àmbit catalanoparlant, també ha participat en els programes televisius d'Esport3 Efectivament, Esport Club (amb una secció pròpia) i Gol a Gol, així com als programes de ràdio Tu diràs de Rac1 i Els matins de Catalunya Ràdio.

### Trajectòria humorística i participació polèmica
L'agost del 2022, Boronat va exercir de presentadora, acompanyada de l'influenciador espanyol Adrián Menes, de l'esdeveniment sobre criptomonedes Mundo Crypto, celebrat a Madrid. Diversos experts, mitjans i institucions (inclosa la Comissió Nacional del Mercat de Valors) van qualificar aquest acte de sectari i de tractar-se d'una estafa econòmica enfocada a enganyar joves i població de classe baixa. Per aquesta raó, altres figures televisives com l'espanyola Cristina Pedroche ja havien declinat d'encapçalar-lo. Danae Boronat fou significativament criticada des d'alguns sectors en considerar que conduir l'acte i normalitzar-hi la seva presència era una manca d'ètica.
El febrer del 2023 la Corporació Catalana de Mitjans Audiovisuals feu públic que Boronat seria la nova presentadora del programa d'entrevistes nocturn de TV3, Zona Franca. El seu nomenament, anunciat «per la seva mirada feminista i transgressora», fou també molt polèmic després de l'acomiadament unes setmanes abans de l'humorista català Manel Vidal per un gag sobre el Partit dels Socialistes de Catalunya; el seu presentador des de l'inici, el també humorista català Joel Díaz, abandonà el programa en conseqüència i solidaritzant-se amb Vidal. Abans de l'elecció de Boronat, es publicaren múltiples balls de noms sobre els candidats a substituir-lo, però tant Isma Juárez (que al·legà els seus principis), Vador Lladó (que fitxà dies després per 8tv) com Elisenda Carod varen refusar-ne la proposta i Elisenda Pineda s'hi oferí però amb unes condicions que la CCMA no va acceptar.
L'abril de 2024 va començar a presentar el magazín diari de tarda L'altaveu, a La 2 Catalunya.